# Gui Boratto

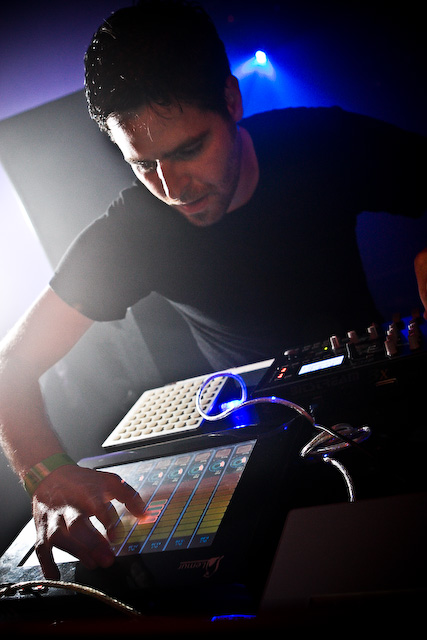
Gui Boratto auf dem Ten Days Off 2008 in Ghent

Gui Boratto (* 1974 in São Paulo; bürgerlicher Name Guilherme Boratto) ist ein brasilianischer Techno-Live-Act.
Seit dem Jahr 2006 veröffentlicht er überwiegend auf dem Kölner Plattenlabel Kompakt. Seine Musik umfasst Elemente aus House, Progressive House, Techno und Minimal Techno. Obwohl Boratto 1993 seine Karriere in der Werbebranche begonnen hatte, versuchte er seine Leidenschaft Musik zu verfolgen und so kam es zu einer Zusammenarbeit mit Garth Brooks und Manu Chao. Nach seinem professionellen Debüt im Jahr 2005 wurden seine Singles unter anderem von Sven Väth und Laurent Garnier gespielt. Sein erstes Album Chromophobia erschien 2007.

## Diskografie (Auszug)

### Alben
- 2007: Gui Boratto − Chromophobia (Kompakt)
- 2009: Gui Boratto − Take My Breath Away (Kompakt)
- 2011: Gui Boratto − III (Kompakt)
- 2014: Gui Boratto − Abaporu (Kompakt)

### Singles & EPs
- 2003: Ramilson Maia & Gui Boratto / Drumagick − City Of God Remixed (Music From The Motion Picture) (Hank Levine Film)
- 2003: Renato Cohen / 2Freakz / Gui Boratto − City Of God (Remixed) (Hank Levine Film)
- 2005: Gui Boratto − Twiggy E.P. (Circle Music)
- 2005: Gui Boratto − Sunrise (Plastic City)
- 2005: Gui Boratto − Arquipélago (K2)
- 2006: Gui Boratto − It's Majik (Plastic City)
- 2006: Gui Boratto − Beluga (Audiomatique Recordings)
- 2006: Gui Boratto − Division EP (Harthouse Mannheim)
- 2006: Gui Boratto, Oxia − Speicher 38 (Kompakt Extra)
- 2006: Gui Boratto − Gate 7 (K2)
- 2006: Gui Boratto / Propulse − Brazilian Soccer - Edition (Killa Beat Recordings)
- 2006: Gui Boratto − Like You (Kompakt Pop)
- 2006: Gui Boratto − Sozinho (K2)
- 2007: Gui Boratto − Tales From The Lab (Defrag Sound Processing)
- 2007: Gui Boratto − Chromophobia Remixe Part 1 (Kompakt)
- 2007: Gui Boratto − Chromophobia Remixe Part 2 (Kompakt)
- 2007: Gui Boratto, SCSI-9 − Speicher 55 (Kompakt Extra)
- 2007: Marc Romboy vs. Gui Boratto − Eurasia (Systematic)
- 2007: Gui Boratto − Tipologia (Remixes) (Parquet Recordings)
- 2007: Gui Boratto − The Rivington EP (Galaktika Records)
- 2007: Gui Boratto − Atol (Remixes) (Harthouse Mannheim)
- 2008: Gui Boratto & Martin Eyerer − The Island (Audiomatique Recordings)
- 2008: Gui Boratto − Anunciación (K2)
- 2009: Gui Boratto − Notations EP (Lo Kik Records)
- 2009: Cedric Gervais / Gui Boratto / Mastiksoul − Vendetta Singles EP 13 (Vendetta Records)
- 2010: Gui Boratto − Azzurra (Kompakt)
- 2011: Gui Boratto − The Drill (Kompakt)
- 2012: Gui Boratto − Destination: Education Remixe (Kompakt)
- 2012: Gui Boratto − This Is Not The End Remixe (Kompakt)
- 2012: Saschienne / Gui Boratto − The Innervision Remixes (FM X)
- 2012: Gui Boratto − Paralelo (Rmx) (Parquet Recordings)
- 2013: Gui Boratto − Too Late (Kompakt)
- 2014: Gui Boratto − Take Control (Kompakt)

### Remixe
- 2007: Goldfrapp − A&E (Gui Boratto Remix)
- 2006: Agoria − Baboul Hair Cuttin' (Gui Boratto Remix)
- 2006: Oscar − Freak Inside (Gui Boratto Remix)
- 2004: Kaleidoscópio − Voce Me Apareceu (Gui Boratto Horn Mix)
- 2008: Adam Freeland − Silverlake Pills (Gui Boratto Remix)
- 2008: Sam Taylor-Wood & Pet Shop Boys − I'm In Love With A German Film Star (Gui Boratto Remix)
- 2009: Moby − Pale Horses (Gui Boratto's Last Window Remix)
- 2010: Massive Attack − Paradise Circus (Gui Boratto Remix)
- 2011: Anthony Rother − Man Up The Hill (Gui Boratto Remix)
- 2012: Terranova − Prayer (Gui Boratto Mix)
- 2013: Wankelmut & Emma Louise − My Head Is a Jungle (Gui Boratto Remix)